# Mike Melvill
Michael Winston (Mike) Melvill (Johannesburg, 11 november 1941) is een Zuid-Afrikaanse ruimtevaarder.
Hij is de eerste astronaut die niet door een overheidsorganisatie de ruimte is ingebracht. Op 21 juni 2004 bestuurde de 62-jarige testpiloot het ruimtevaartuig SpaceShipOne van vliegtuigbouwer Scaled Composites tot een hoogte van 100 kilometer, het officiële begin van de ruimte.
Scaled Composites won met SpaceShipOne de Ansari X Prize-wedstrijd. De prijs van 10 miljoen Amerikaanse dollar ging naar het team dat het eerst twee vluchten binnen twee weken naar de ruimte wist uit te voeren.